# Povijest London School of Economics
Povijest London School of Economics počinje 1895. godine kada su školu osnovali članovi Fabijanskog društva Sidney i Beatrice Webb, Graham Wallas i George Bernard Shaw s novcem osiguranim privatnom filantropijom uključujući ostavinu od 20.000 £ Henryja Hunta Hutchinsona Fabijanskom društvu.

## Osnutak i rana povijest
Navodno je odluka izglasana na doručku 4. kolovoza 1894. godine. Svi su vjerovali kako su reformisti, a ne revolucija, oni koji će unaprijediti socijalističke svrhe pa je LSE osnovan radi unaprjeđenja fabijanskih ciljeva poboljšanja društva, fokusirajući se na istraživanje problema siromaštva, nejednakosti i srodnih pitanja. Fabijanci i LSE tako su postali glavni utjecaj na britansku Laburističku stranku.
Škola je osnovana s inicijalnom namjerom ponovnog obnavljanja treniranja britanske političke i poslovne elite koja se činila kao da se sapleće zbog neadekvatnog poučavanja i istraživanja – broj poslijediplomskih studenata se strahovito smanjio u odnosu na ostale zemlje. Godinu prije osnutka Britansko udruženje za napredak znanosti isticalo je potrebu za unaprjeđenjem sustavnog studija društvenih znanosti. Sidney i Beatrice Webb ustvari su iskoristili kurikulum Pariškog instituta političkih znanosti (najpoznatiji kao "Sciences Po") pokrivši čitav raspon društvenih znanosti što je odgovaralo dijelu njihova nadahnuća za oblikovanje LSE-a u edukativne svrhe. LSE je otvoren u listopadu 1895. u ulici John br. 9, Adelphi u poečtku kao večernja škola čiji je cilj bio približiti visoko obrazovanje radničkoj klasi.
Škola se ubrzano širila te je u rujnu 1896. preseljena zajedno s novoosnovanom Britanskom knjižnicom političke i ekonomske znanosti na Adelphi Terrace br. 10. Škola se nastavila širiti nekoliko sljedećih godina zahvaljujući Shawu. Večernji klub The Coefficients (Koeficijenti) redovito se sastao u knjižnici 1902. godine kada su djelovali na razvoj LSE-a zajedno s Fabijancima i Sufražetskim pokretom (koji se također prvi put sastao u LSE-u). Škola je 1900. službeno priznata kao Ekonomski fakultet (Faculty of Economics) unutar mnogo većeg Sveučilišta u Londonu u Bloomsburyju, te je iste godine započela upisivati studente na studije kojim su se stjecali stupnjevi bakalaureusa i doktora. Istovremeno se LSE počeo širiti u ostala područja društvenih znanosti uključujući u početku geografiju (1902.) i filozofiju (1903.), postavši pionirom studija međunarodnih odnosa, te je poučavao također povijest, pravo, psihologiju i sociologiju. Do 1902. godine postalo je jasno kako će škola prerasti svoju tadašnju lokaciju Adelphi Terrace, te se preselila u sadašnji kampus u Clare Marketu pokraj Aldwycha i blizu Kingswaya – nedaleko od Whitehalla. Stara zgrada (The Old Building), koja je ostala značajna zgrada s uredima i učionicama, otvorena je u ulici Houghton 1922. godine.
Tijekom tih godina pod ravnateljstvom Williama Beveridgea, budućeg oca države blagostanja i Nacionalne zdravstvene službe, LSE je redefinirao studij ekonomije, a novi koncept studija ekonomije kao "znanosti koja proučava ljudsko ponašanje kao odnos između krajnih i oskudnih sredstava koja imaju alternativnu uporabu" postao je norma. LSE se u tom smislu mora gledati kao izvor modernih ekonomskih studija. Friedrich Hayek je za vrijeme Beveridgea izabran za profesora te je donio uzlet LSE-a kroz svoje slave debate s Johnom Maynardom Keynesom.
Godine 1939. s početkom Drugog svjetskog rata LSE-ov kampus u ulici Houghton postao je sjedište Ministarstva za ekonomsko blagostanje, dok je nakon rasprava između direktora škole Carr-Saundersa i Winstona Churchilla dogovoren privremen premještaj škole u Cambridge, pa se škola smjestila u Peterhouseu. Iako je u početku premještaj trebao trajati godinu dana, početak Blitza produžio je boravak LSE-a u Cambridgeu, pa je LSE tek 1945. vraćen u London.
Proslavljene debate Keynes-Hayek koje su se odvijale na relaciji Cambridge i LSE još uvijek oblikuju dvije glavne škole ekonomske misli današnjice jer nacije još uvijek debatiraju o zaslugama države blagostanja nasuprot ekonomije kontrolirane isključivo tržištem. LSE-ov utjecaj na modernu ekonomiju nesporan je jer je LSE istovremeno formirao čvrstu bazu ekonomske misli te oblikovao modernu percepciju slobodne tržišne ekonomije. Hayekova djela nastavljaju utjecati na studij ekonomije diljem globusa. U drugoj krajnosti nalazi se Harold Joseph Laski, profesor politologije na LSE-u koji je tijekom tih godina bio utjecajan u britanskoj politici kao advokat krajnje ljevičarske politike. Mnogi glasoviti svjetski vođe uključujući Johna F. Kennedyja (i njegova brata Roberta F. Kennedyja) studirali su pod njegovim vodstvom na LSE-u.

## Recentna povijest
Iako je LSE u početku imao reputaciju socijalistički orijentirane institucije, to se promijenilo 1960-ih kada je za direktora LSE-a postavljen Walter Adams koji se čvrsto borio za odmicanje LSE-a od njegovih fabijanskih korijena. To je uzrokovalo mnoge studentske proteste u kojima je također bio uključen Lionel Robbins koji se vratio na LSE kao pročelnik guvernera, prethodno radeći mnogo godina kao član osoblja.
Anthony Giddens, bivši direktor LSE-a, slovi za kreatora 'trećeg puta' kojeg su slijedili Tony Blair (koji je otkrio Fabijanski prozor na LSE-u 2005.) i Bill Clinton. Njegova politika stvorila je ravnotežu između tradicionalne države blagostanja i vjerovanja u potpuno slobodnu tržišnu ekonomiju. Ovu politiku provode mnoge vlade diljem svijeta jer se slobodna tržišna ekonomija nastavlja boriti s nejednakošću raspodjele bogatstva i poboljšavati blagostanje općeg stanovništva.
Godine 2002. objavljeno je da je škola zatražila od Tajnog vijeća pravo na dodjeljivanje vlastitih akademskih titula. Nakon što je stekla pravo na dodjeljivanje akademskih naziva, LSE je nastavio dodjeljivati nazive Sveučilišta u Londonu sve do veljače 2007. kada je direktor LSE-a sir Howard Davies objavio kako je škola zatražila dozvolu za dodjelu akademskih naziva i stupnjeva u svoje ime. Svi studenti koji su se upisali u školu s početkom akademske godine 2007./08. stječu sada titule LSE-a.